# ايدورونيداز
الإيدورونيداز (بالإنجليزية: Iduronidase)‏ وبشكل أكثر تحديدا ألفا إل-ايدرونايز (IDUA) هو اسم الإنزيم الذي يقوم بفصل حمض ايديورونيك من كبريتات الهيباران ومن كبريتات الدرماتان في العديد من الثدييات، والتي هي مكونات رئيسية في الألياف والأنسجة الغضروفية في الجسم. ولذلك فالإنزيم جزء لا يتجزأ من التفاعلات التي تعمل على انحلال هذه الجزيئات في الجسم. يتم إنتاج الإنزيم في الجسيمات الحالة في جميع الخلايا. الطفرات في جين-IDUA يمكن أن تؤدي إلى نقص هذا الإنزيم ويسبب بذلك الأنواع المختلفة من  أمراض عديد السكاريد المخاطي.

## التفاعلات التي يحفزها الإنزيم

### تفكيك جزيءكبريتات الدرماتان
IdoAβ1-3GalNAc(4S)β1-4GlcAβ1-3GalNAc(4S) + H2O → 3GalNAc(4S)β1-4GlcAβ1-3GalNAc(4S) + L-Iduronat

### تفكيك جزيءكبريتات الهيباران
+IdoAβ1-4GlcN(2S)α1-4GlcA(2S)β1-4GlcNAc(6S)α1-4GlcA
H2O → 4GlcN(2S)α1-4GlcA(2S)β1-4GlcNAc(6S)α1-4GlcA + L-Idurona

## الأدوية
يمكن لتناول الإيدورونيداز أن يساعد في مقاومة بعض الحالات المرضية المرتبطة بشحة الإنزيم.

### مستحضرات أحادية
Aldurazyme®
المصنع: Genzyme.